# Падіна (комуна)
Падіна (рум. Padina) — комуна у повіті Бузеу в Румунії. До складу комуни входить єдине село Падіна.
Комуна розташована на відстані 90 км на північний схід від Бухареста, 42 км на південний схід від Бузеу, 140 км на північний захід від Констанци, 98 км на південний захід від Галаца, 149 км на південний схід від Брашова.

## Населення
За даними перепису населення 2002 року у комуні проживали 4854 особи.
Національний склад населення комуни:
| Національність | Кількість осіб | Відсоток |
| -------------- | -------------- | -------- |
| румуни         | 4804           | 99,0%    |
| цигани         | 46             | 0,9%     |
| угорці         | 2              | < 0,1%   |
| німці          | 2              | < 0,1%   |

Рідною мовою назвали:
| Мова      | Кількість осіб | Відсоток |
| --------- | -------------- | -------- |
| румунська | 4853           | > 99,9%  |
| німецька  | 1              | < 0,1%   |

Склад населення комуни за віросповіданням:
| Релігія        | Кількість осіб | Відсоток |
| -------------- | -------------- | -------- |
| православні    | 4845           | 99,8%    |
| римо-католики  | 4              | 0,1%     |
| реформати      | 1              | < 0,1%   |
| греко-католики | 1              | < 0,1%   |
| адвентисти     | 1              | < 0,1%   |